# Sågdammen (Hova socken, Västergötland, 652512-141600)
Sågdammen är en liten våtmark tidigare sjö i Gullspångs kommun i Västergötland och ingår i Motala ströms huvudavrinningsområde.